# Kateřina Tichý
Kateřina Tichý (Praga, 11 giugno 1974) è un'ex sciatrice alpina ceca naturalizzata canadese dalla stagione 1997-1998.

## Biografia
La Tichý era una specialista dello slalom speciale, specialità nella quale ottenne tutti i risultati di rilievo della sua carriera internazionale a partire dal primo piazzamento in Coppa del Mondo, il 22 gennaio 1994 a Maribor (21ª); nel massimo circuito internazionale ottenne il miglior risultato il 27 novembre 1994 a Park City (15ª). Prese il via a due edizioni dei Campionati mondiali, Sierra Nevada 1996 e Sestriere 1997, classificandosi rispettivamente 8ª e 25ª.
Il 29 marzo 1997 conquistò l'ultima vittoria in Nor-Am Cup, a Mont-Tremblant/Mont Garceau; l'anno dopo ai XVIII Giochi olimpici invernali di Nagano 1998, sua unica presenza olimpica, non completò la gara. Prese per l'ultima volta il via in Coppa del Mondo il 3 dicembre 1998 a Mammoth Mountain, senza completare la prova; conquistò l'ultimo podio in Nor-Am Cup il 5 dicembre 2000 a Val Saint-Côme (2ª) e si ritirò durante la stagione 2001-2002: la sua ultima gara fu uno slalom speciale FIS disputato il 14 febbraio a Vail.

## Palmarès

### Coppa del Mondo
- Miglior piazzamento in classifica generale: 77ª nel 1998

### Nor-Am Cup
- Miglior piazzamento in classifica generale: 9ª nel 2000
- Vincitrice della classifica di slalom speciale nel 1997
- 14 podi (dati dalla stagione 1994-1995):
  - 3 vittorie
  - 7 secondi posti
  - 4 terzi posti

#### Nor-Am Cup - vittorie
| Data          | Località                    | Paese       | Specialità |
| ------------- | --------------------------- | ----------- | ---------- |
| 11 marzo 1996 | Mont-Sainte-Marie           | Canada      | SL         |
| 3 aprile 1996 | Mount Bachelor              | Stati Uniti | SL         |
| 29 marzo 1997 | Mont-Tremblant/Mont Garceau | Canada      | SL         |

Legenda:

SL = slalom speciale

### Campionati cechi
- 1 medaglia (dati dalla stagione 1994-1995):
  - 1 oro (slalom speciale nel 1996)

### Campionati canadesi
- 2 medaglie:
  - 2 bronzi (slalom speciale nel 1998; slalom speciale nel 1999)